# Jennie McCormick

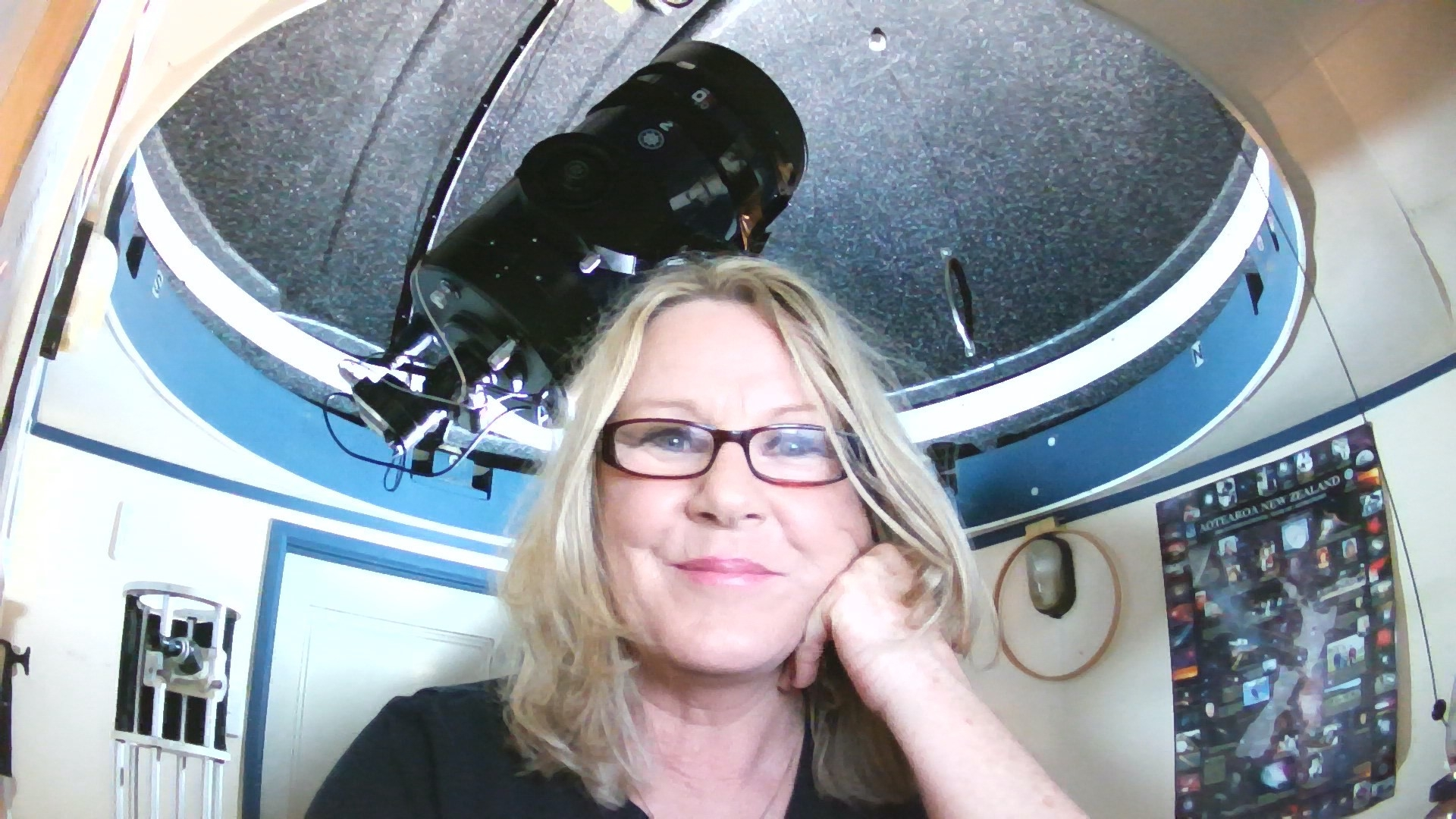
Jennie McCormick im Farm Cove Observatory, 2021

Jennie Margaret McCormick (* als Jennie Brown 1963 in Wanganui) ist eine neuseeländische Amateurastronomin und Asteroidenentdeckerin.

## Leben
Jennie McCormick wuchs in Wanganui auf und besuchte dort das Whanganui Girls' College. Ihre Familie zog nach Auckland, als sie 15 Jahre alt war. Sie wohnt in Manukau City.

## Astronomie
Sie ist seit 2002 Alleininhaberin des Farm Cove Observatories, einem Observatorium in Pakuranga, einem Vorort von Auckland. Das Observatorium hat den IAU-Code E85 und ist mit einem 25-cm-Schmidt-Cassegrain-Teleskop ausgestattet. Mit dem Bau wurde 1999 begonnen, Eröffnung war am 14. Februar 2000.
Als Astronomin hat sie seit 2015 20 Exoplaneten entdeckt. Am 16. September 2009 entdeckte sie am Farm Cove Observatory den Asteroiden des inneren Hauptgürtels 2009 SA1, der am 21. Mai 2016 den Namen (386622) New Zealand erhielt.
Jannie McCormick ist seit 2016 berufenes Mitglied der Auckland Astronomical Society und seit den 1990er-Jahren Mitglied der Royal Astronomical Society of New Zealand (RASNZ). Sie war die neuseeländische Koordinatorin des Projektes 100 Hours of Astronomy des Internationalen Jahres der Astronomie 2009. Seit 2011 ist sie Mitglied von Astronomers Without Borders.

## Auszeichnungen
- 2006: Member des New Zealand Order of Merit (MNZM)[7]
- 2006: Murray Geddes Memorial Prize der Royal Astronomical Society of New Zealand[8]